# 中野坂上駅
中野坂上駅（なかのさかうええき）は、東京都中野区にある、東京地下鉄（東京メトロ）・東京都交通局（都営地下鉄）の駅。
東京メトロの駅は本町二丁目に、東京都交通局の駅は中央二丁目にそれぞれ所在する。

## 概要
東京メトロの丸ノ内線と、都営地下鉄の大江戸線が乗り入れ、接続駅となっている。各路線の駅番号は丸ノ内線がM 06、大江戸線がE 30である。
丸ノ内線は当駅で本線と分岐線が分岐しており、かつ当駅が後者の起点駅となっている。分岐線の電車は当駅2番線で折り返す。

## 年表
- 1961年（昭和36年）2月8日：帝都高速度交通営団（営団地下鉄）荻窪線新宿駅 - 新中野駅間および当駅 - 中野富士見町駅間開通と同時に開業[3][4]。
- 1972年（昭和47年）4月1日：荻窪線を丸ノ内線に改称[5]。
- 1973年（昭和48年）11月1日：定期券発行機を導入[注釈 1][6]。
- 1974年（昭和49年）3月1日：自動改札機を導入[6]。
- 1997年（平成9年）12月19日：都営地下鉄12号線の駅が開業し、乗換駅となる[7][8]。
- 2000年（平成12年）4月20日：都営地下鉄12号線を大江戸線に改称[7]。
- 2004年（平成16年）
  - 4月1日：帝都高速度交通営団（営団地下鉄）民営化に伴い、丸ノ内線の駅は東京地下鉄（東京メトロ）に継承される[9]。
  - 5月8日：丸ノ内線ホームの2番線でホームドアが稼働開始。
- 2006年（平成18年）8月21日：丸ノ内線ホームの1・3番線でホームドアが稼働開始。
- 2007年（平成19年）3月18日：ICカード「PASMO」の利用が可能となる[10]。
- 2012年（平成24年）8月11日：丸ノ内線の駅で本町方面改札と3番出入口の供用開始[11]。
- 2013年（平成25年）：大江戸線ホームでホームドアが稼働開始。
- 2023年（令和5年）1月27日：東京メトロの定期券発売所が営業を終了[12]。

## 駅構造

### 東京メトロ
青梅街道の直下に位置する島式ホーム2面3線を有する地下駅である。地上の青梅街道の道路幅が24.0 mで、中線を有する2面ホーム構造の駅には狭く道路幅の制約から、やむを得ず中線（分岐線）は1線のみとなった。道路をはみ出て私有地内に駅構築を設ける場合、用地交渉に大きな時間を要することから、早期完成を優先して現在の構造となった。各ホームの幅員は5.5 m、ホーム延長は120 mを確保した。当駅から、荻窪方へ向かう本線と方南町方へ向かう分岐線に分かれるため、当駅から荻窪方に向かう本線は分岐線の下をくぐり新中野駅に向かう。
中野坂上交差点方面改札には、ホームと改札内コンコースを連絡するエスカレーターが設置されているほか、改札外コンコースと1番出口の間は階段に加えてエスカレーターも併設されている。エレベーターは中野坂上サンブライトビル内にあり、改札外コンコースとを連絡している。また、本町方面改札にはホームと地下3階の改札内コンコースを連絡するエスカレーターとエレベーターが設置されているほか、改札外コンコースと3番出口の間にもエスカレーターとエレベーターが設置されている。
当駅は、「新宿駅務管区中野坂上地域」として近隣の駅を管理している。

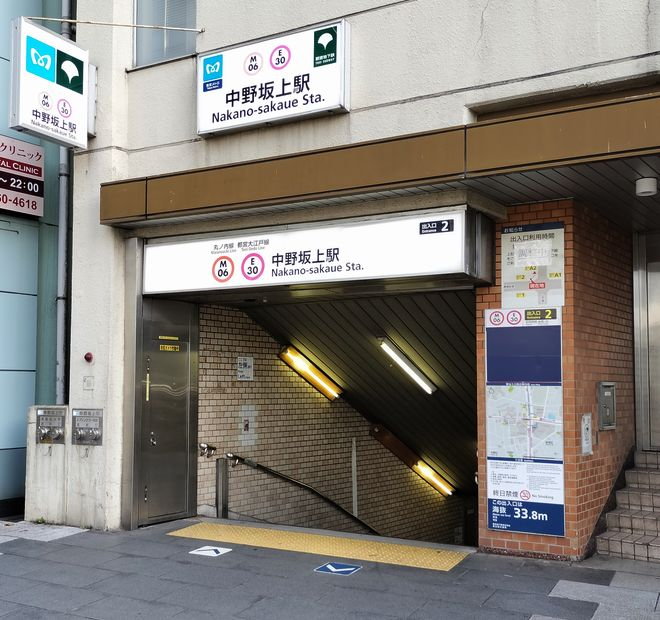
2番出入口（2023年9月）
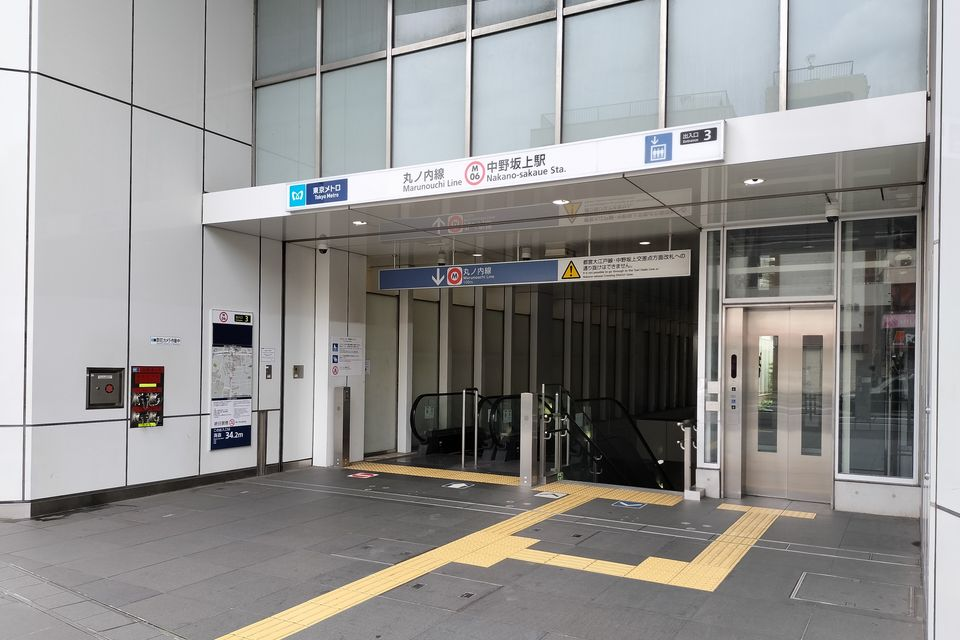
3番出入口（2023年9月）
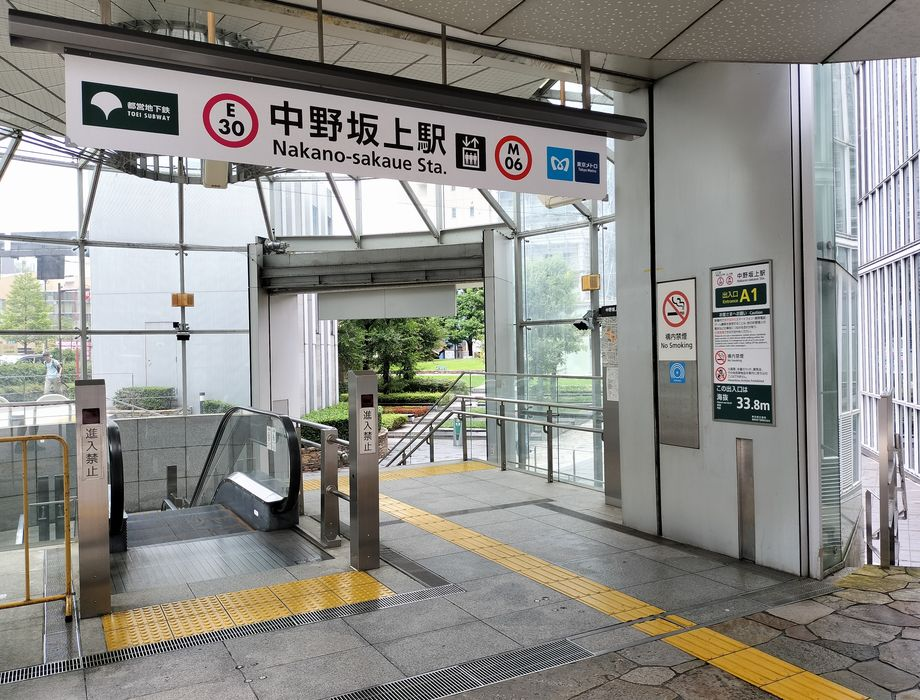
A1出入口（2023年9月）
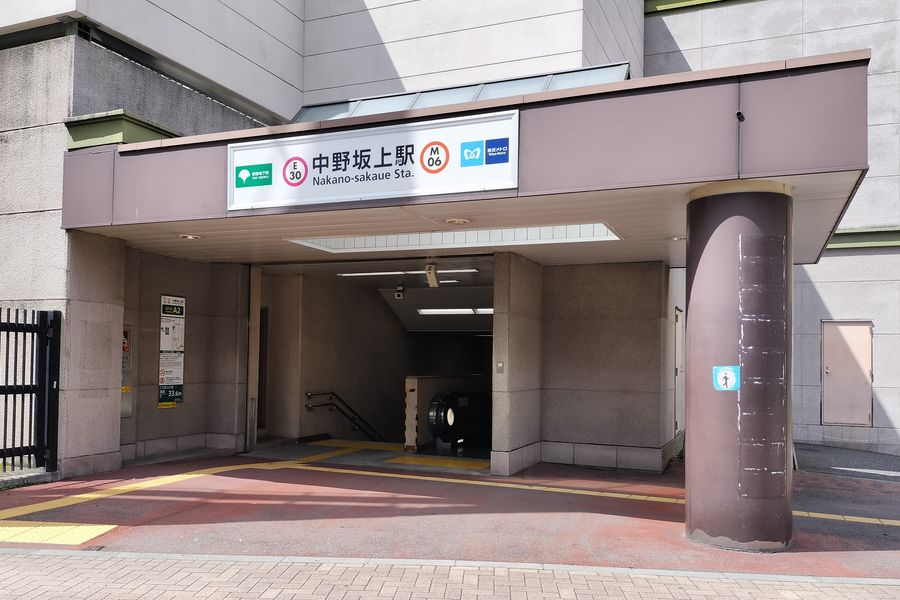
A2出入口（2023年9月）

#### のりば
| 番線 | 路線               | 行先       | 備考                                                                            |
| ---- | ------------------ | ---------- | ------------------------------------------------------------------------------- |
| 1    | 丸ノ内線           | 荻窪方面   | 一部は2番線                                                                     |
| 2    | 丸ノ内線（分岐線） | 方南町方面 | 一部は1番線 A線（荻窪方面1番線）側・B線（池袋方面3番線）側どちらも2番線と称する |
| 3    | 丸ノ内線           | 池袋方面   | 一部は2番線                                                                     |

（出典：東京メトロ:構内図）
当駅は分岐線の起点および始発・終着駅であるが、2019年7月5日のダイヤ改正より2、3本に1本が池袋方面と直通しているほか、中野車両基地への入庫を兼ねて荻窪発中野富士見町行き列車が深夜に一部存在する。
分岐線内運行の電車は中央の2番線で折り返し、両側のドアが開くので1番線ホームと3番線ホームの双方から乗り降りすることができる。ただし、池袋方面行き列車は池袋方面ホーム（3番線）に、池袋方面からの列車は荻窪方面ホーム（1番線）に発着する。
丸ノ内線は第三軌条方式を採用している。通常は乗客が万一軌道部に転落した場合の感電の危険性を減らす目的で、駅構内の第三軌条はホームの反対側に設置される。しかし、当駅では2番線ホーム（分岐線発着ホーム）は両側から乗り降りが可能なため、3番線ホーム側直下に第三軌条があり、感電の危険性が高い状態であった。このためレールおよび防護カバーは警戒の意味で赤色に塗られ、さらに第三軌条の側面にも防護カバーを取り付ける措置がとられた。
2001年頃にホーム改装工事を実施した際に、柱の上部の色で方面を分かりやすくするため、荻窪方面は水色に黄緑色、池袋方面は水色に桃色のタイルが貼付された。
2004年に分岐線はワンマン運転を開始し、2番線ホームに可動式ホーム柵が設置された。電車到着時以外は可動式ホーム柵が閉まっているため、安全が確保されるようになった。さらに2006年には、本線でもワンマン運転を開始するため、1・3番線ホームにも可動式ホーム柵が設置された。色および開閉時のチャイムは1・3番線と2番線で異なる。本線でもワンマン運転が開始されたのは2009年3月28日からで、これで丸ノ内線全線がワンマン運転となった。なお、ホーム柵設置から全線でのワンマン運転開始までは1・3番線の発車ブザーを可動式ホーム柵の線路側に移設しており、列車により発車ブザーを鳴らすことがあった。
自動改札機は、1990年代初頭から各駅への本格導入が始まったが、それ以前にも、1974年頃から有楽町線銀座一丁目駅・池袋駅、東京メトロ日比谷線恵比寿駅とともに試験的に設置されていた。
開業以来、改札口と出入口は西新宿側のみに設置されていたが、2012年8月11日始発より、新中野・中野新橋駅側に本町方面改札と3番出口が新たに設置された。本町方面改札はホームの直下に位置し、上りエスカレーター、エレベーターも設置されている。
夜間留置が設定されている。平日は池袋発中野坂上止まりの最終電車が、土休日は池袋発新宿止まりの最終電車が回送されて留置となる。

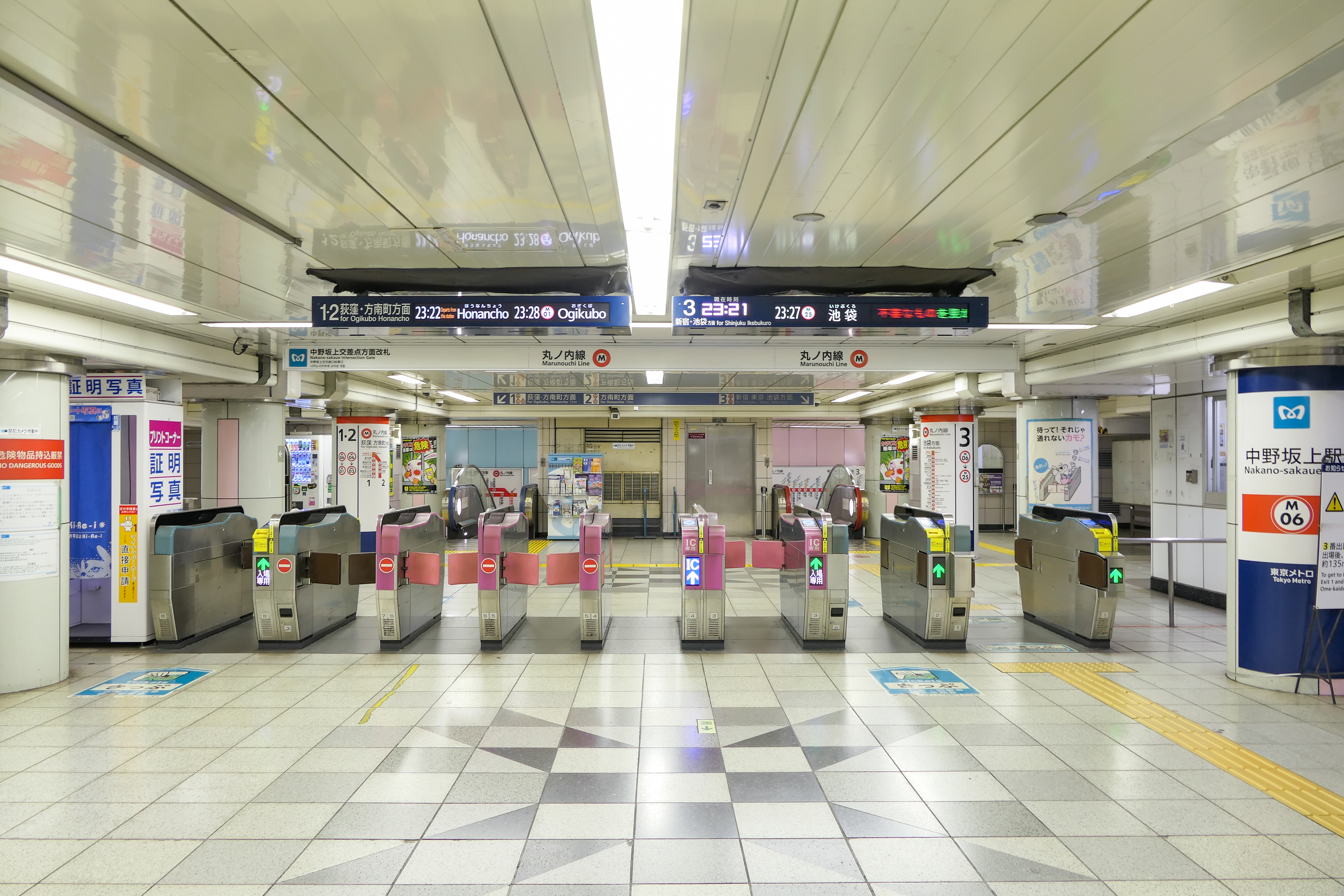
中野坂上交差点方面改札（2023年8月）
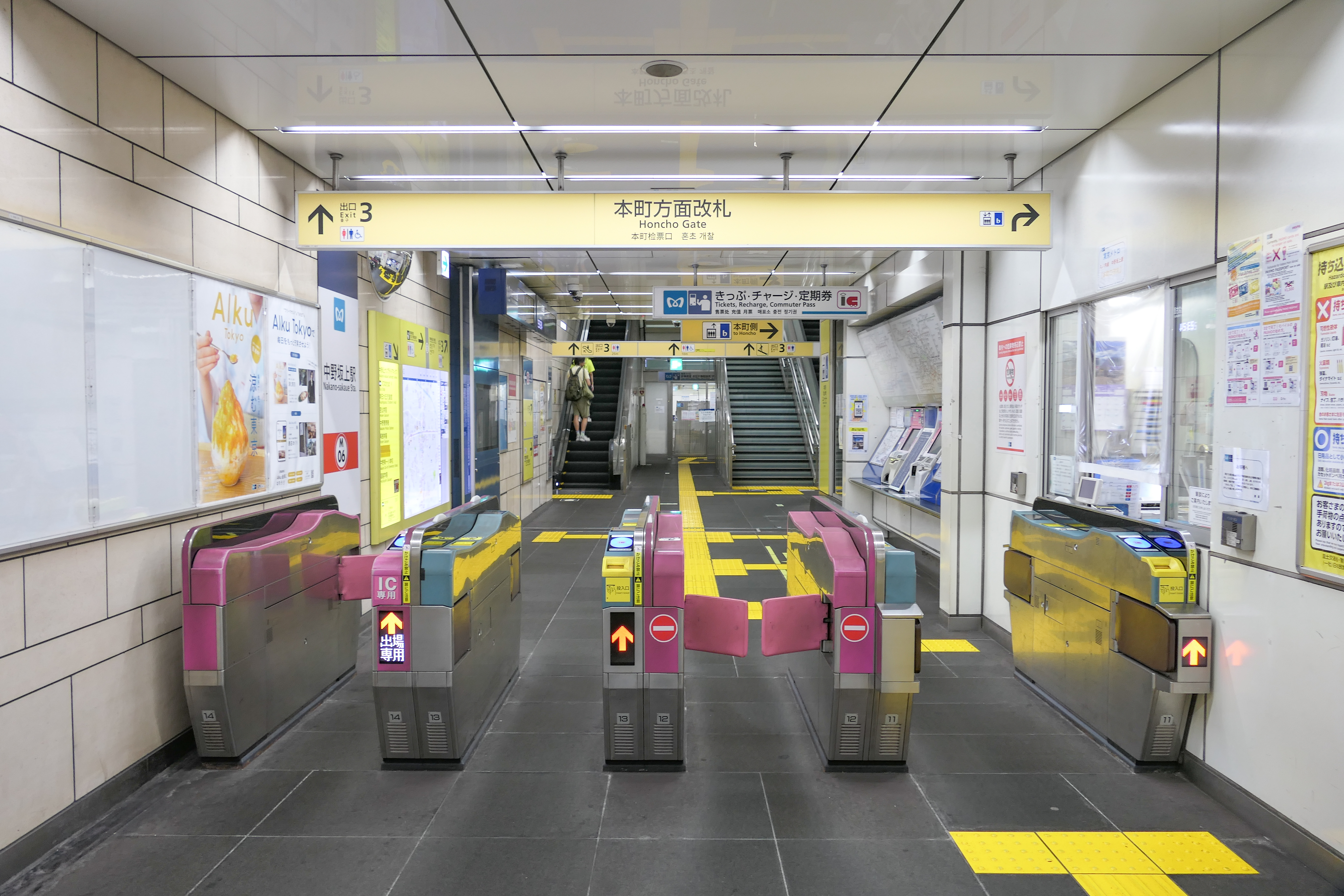
本町方面改札（2023年8月）
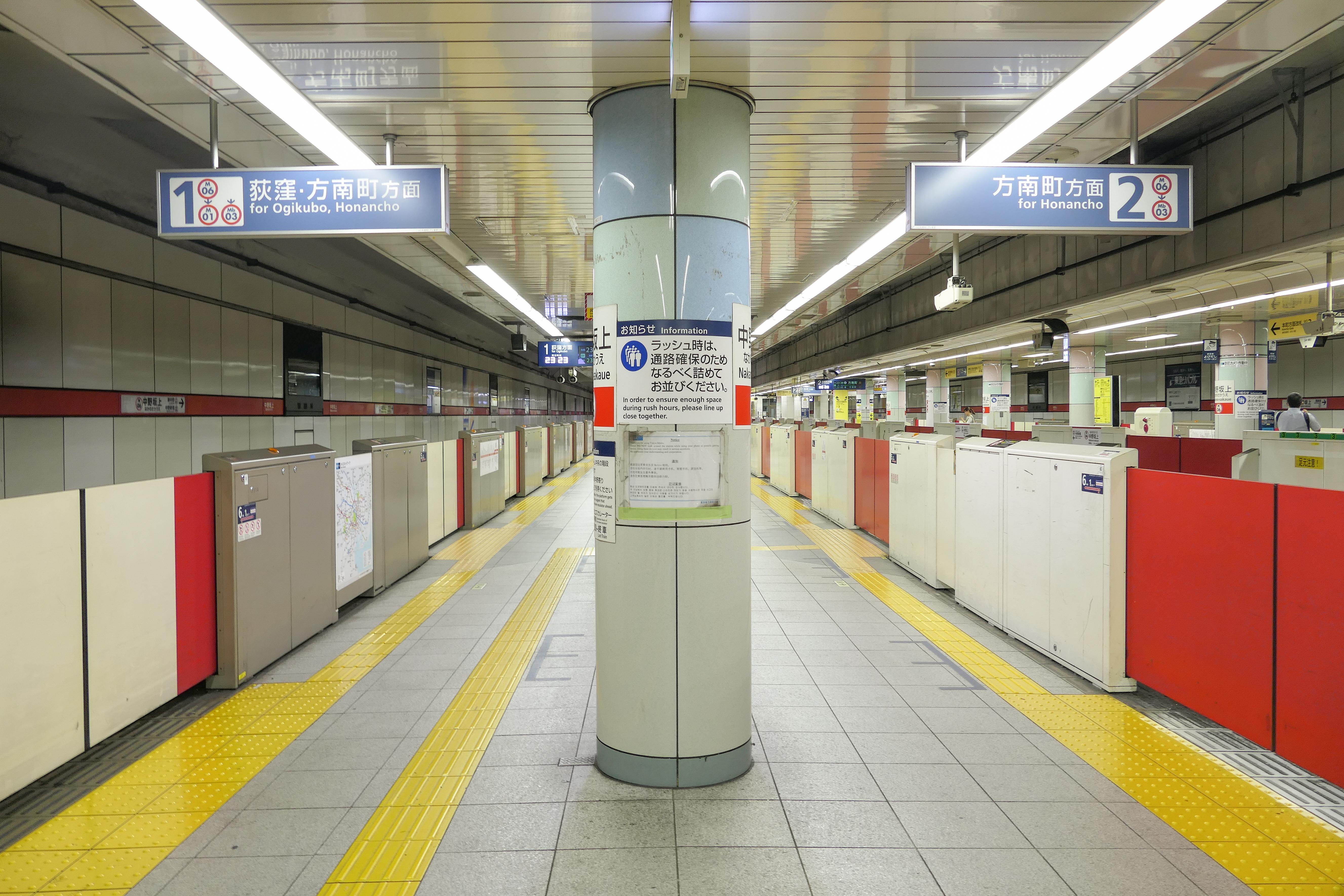
1・2番線ホーム（2023年8月）
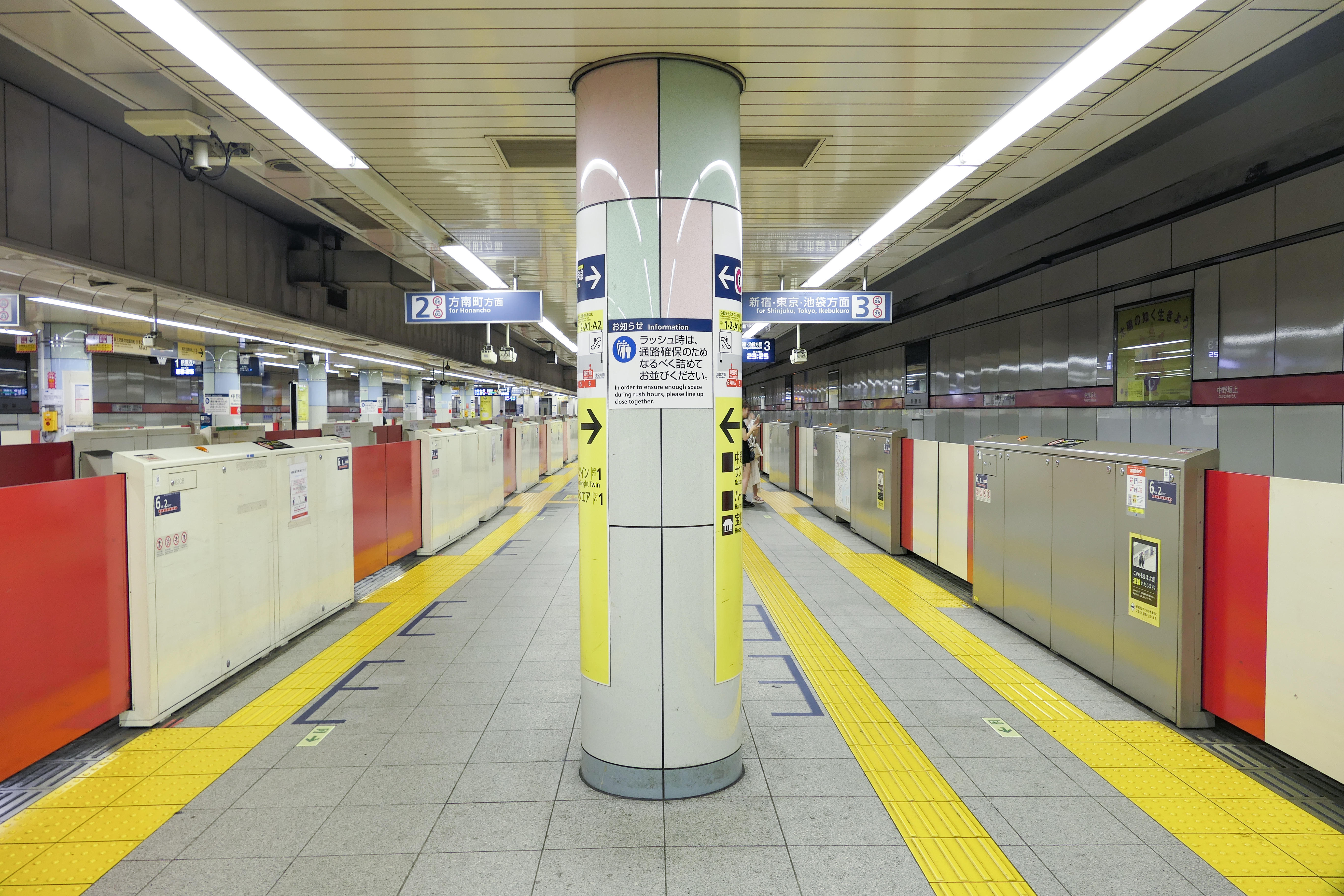
2・3番線ホーム（2023年8月）

#### 発車メロディ
ワンマン運転開始に伴い、全ホームでスイッチ制作の発車メロディ（発車サイン音）を使用している。
当初は1番線と3番線のみ導入されていたが、方南町駅への6両編成の列車の乗り入れを開始した2019年7月5日に、2番線にも導入された。
| 番線 | 路線               | 曲名                      | 作曲者   |
| ---- | ------------------ | ------------------------- | -------- |
| 1    | 丸ノ内線           | Endless Trip              | 谷本貴義 |
| 2    | 丸ノ内線（分岐線） | ベリル（1番線側）         | 福嶋尚哉 |
| 2    | 丸ノ内線（分岐線） | ラッキーボーイ（3番線側） | 塩塚博   |
| 3    | 丸ノ内線           | 角を曲がれば              | 塩塚博   |

### 都営地下鉄
山手通りと首都高速中央環状線山手トンネルの直下に位置する、島式ホーム1面2線を有する地下駅である。首都高速道路と競合することから、高速道路と地下鉄との一体構造で建設された。駅部は開削延長160 m 、地下5層（中間階含む）構造となっている。掘削深さは首都高速道路部が24.5 m、大江戸線部が36.8 mである。
丸ノ内線当駅の深さは9.8 mであるが、大江戸線当駅の深さは33.4 mと非常に深くなっている。
地下1階を大江戸線の改札口やコンコース、中地下2階は首都高速道路の吸排気設備、地下2階が首都高速中央環状線、地下3階は大江戸線の換気設備、地下4階が大江戸線の軌道・ホームとなる。このため、一般的な地下鉄駅の建設工事よりも3 - 4倍もの大規模とものとなった。また、改札口からホームまでを連絡するエスカレーターの距離が非常に長いのが特徴である。
なお山手トンネルは丸ノ内線のわずか2 m下、都営大江戸線の5 m上の隙間を通している。
駅業務は東京都営交通協力会に委託されており、都庁前駅務管理所管内の受託駅を統括する8区ブロック長が配置されている。

#### のりば
| 番線 | 路線         | 行先             |
| ---- | ------------ | ---------------- |
| 1    | 都営大江戸線 | 六本木・大門方面 |
| 2    | 都営大江戸線 | 練馬・光が丘方面 |

（出典：都営地下鉄:駅構内図）

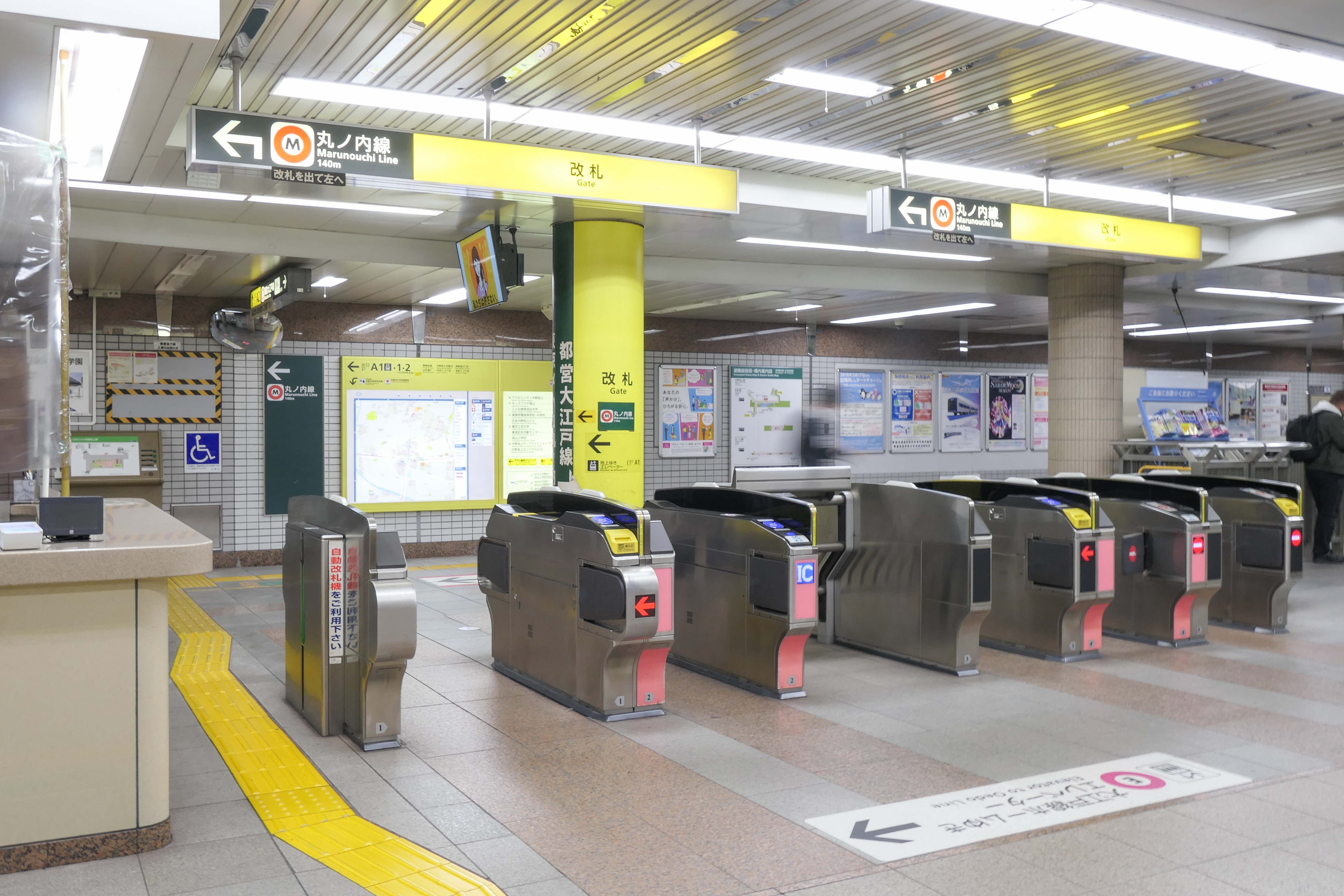
大江戸線改札（2022年12月）
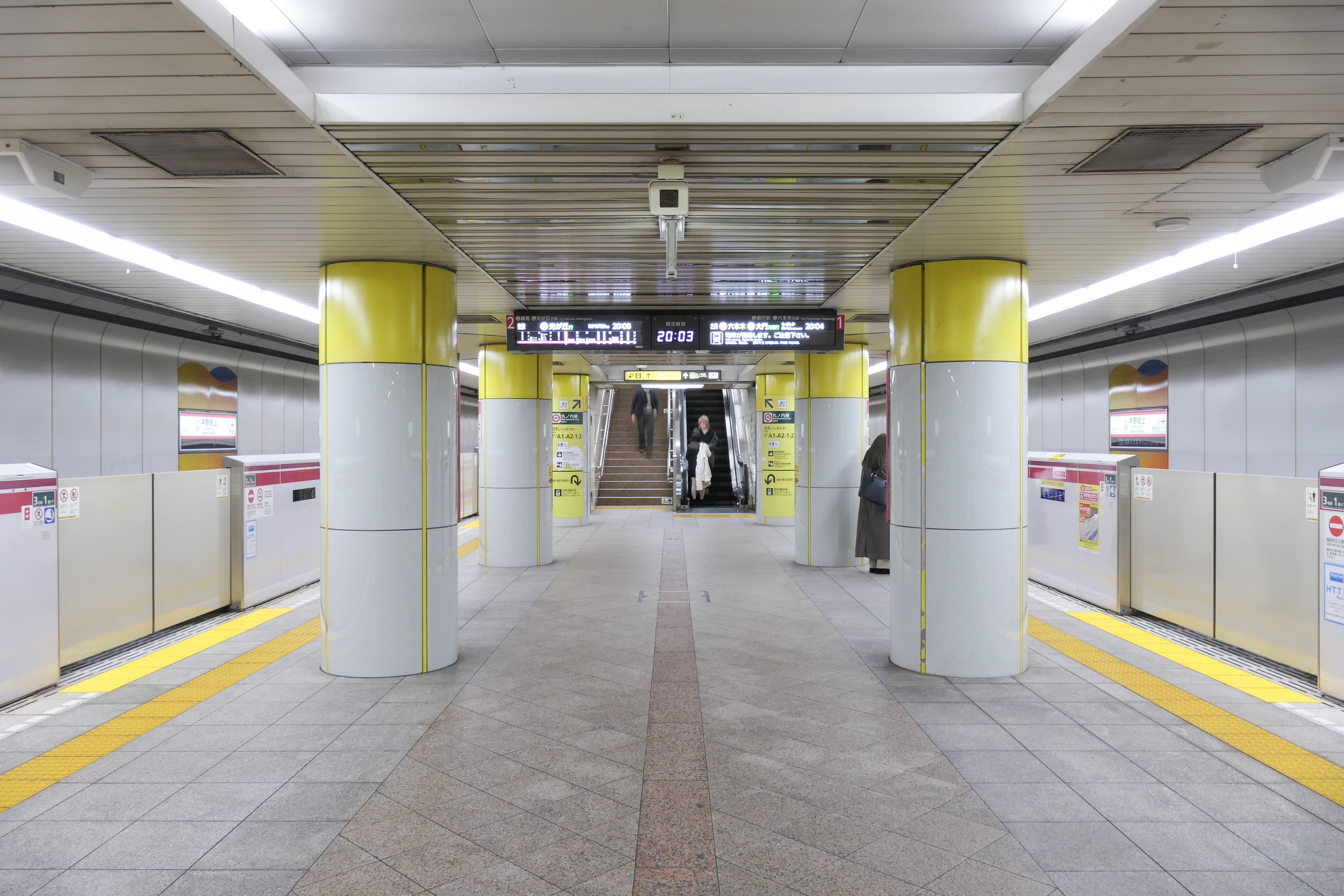
大江戸線ホーム（2022年12月）

## 利用状況
- 東京メトロ - 2024年度の1日平均乗降人員は73,237人である[メトロ 1]。
東京メトロ全130駅中56位。
- 都営地下鉄 - 2023年度の1日平均乗降人員は38,114人（乗車人員：18,906人、降車人員：19,208人）である[都交 1]。
大江戸線全38駅中17位。

### 年度別1日平均乗降人員
近年の1日平均乗降人員は下表の通り。
| 年度               | 営団 / 東京メトロ | 営団 / 東京メトロ | 都営地下鉄       | 都営地下鉄 |
| 年度               | 1日平均 乗降人員  | 増加率            | 1日平均 乗降人員 | 増加率     |
| ------------------ | ----------------- | ----------------- | ---------------- | ---------- |
| 2003年（平成15年） | 46,810            |                   | 30,384           |            |
| 2004年（平成16年） | 59,103            | 26.3%             | 30,878           | 1.6%       |
| 2005年（平成17年） | 59,917            | 1.4%              | 31,859           | 3.2%       |
| 2006年（平成18年） | 60,464            | 0.9%              | 33,308           | 4.5%       |
| 2007年（平成19年） | 62,524            | 3.4%              | 35,568           | 6.8%       |
| 2008年（平成20年） | 63,737            | 1.9%              | 35,209           | −1.0%      |
| 2009年（平成21年） | 62,908            | −1.3%             | 33,865           | −3.8%      |
| 2010年（平成22年） | 62,469            | −0.7%             | 33,688           | −0.5%      |
| 2011年（平成23年） | 61,969            | −0.8%             | 33,011           | −2.0%      |
| 2012年（平成24年） | 65,166            | 5.2%              | 35,097           | 6.3%       |
| 2013年（平成25年） | 69,438            | 6.6%              | 37,094           | 5.7%       |
| 2014年（平成26年） | 70,853            | 2.0%              | 37,653           | 1.5%       |
| 2015年（平成27年） | 72,789            | 2.7%              | 38,709           | 2.8%       |
| 2016年（平成28年） | 74,354            | 2.2%              | 39,670           | 2.5%       |
| 2017年（平成29年） | 75,848            | 2.0%              | 40,788           | 2.8%       |
| 2018年（平成30年） | 76,810            | 1.3%              | 41,522           | 1.8%       |
| 2019年（令和元年） | 77,763            | 1.2%              | 41,990           | 1.1%       |
| 2020年（令和02年） | 55,735            | −28.3%            | 30,796           | −26.7%     |
| 2021年（令和03年） | 59,580            | 6.9%              | 32,147           | 4.4%       |
| 2022年（令和04年） | 65,946            | 10.7%             | 34,883           | 8.5%       |
| 2023年（令和05年） | 70,705            | 7.2%              | 38,114           | 9.3%       |
| 2024年（令和06年） | 73,237            | 3.6%              |                  |            |

### 年度別1日平均乗車人員（1960年 - 2000年）
近年の1日平均乗車人員は下表の通り。
| 年度               | 営団   | 都営地下鉄 | 出典              |
| ------------------ | ------ | ---------- | ----------------- |
| 1960年（昭和35年） | 8,283  | 未開業     | [ 東京都統計 1 ]  |
| 1961年（昭和36年） | 5,447  | 未開業     | [ 東京都統計 2 ]  |
| 1962年（昭和37年） | 8,950  | 未開業     | [ 東京都統計 3 ]  |
| 1963年（昭和38年） | 11,952 | 未開業     | [ 東京都統計 4 ]  |
| 1964年（昭和39年） | 14,601 | 未開業     | [ 東京都統計 5 ]  |
| 1965年（昭和40年） | 14,775 | 未開業     | [ 東京都統計 6 ]  |
| 1966年（昭和41年） | 14,651 | 未開業     | [ 東京都統計 7 ]  |
| 1967年（昭和42年） | 15,196 | 未開業     | [ 東京都統計 8 ]  |
| 1968年（昭和43年） | 16,302 | 未開業     | [ 東京都統計 9 ]  |
| 1969年（昭和44年） | 16,793 | 未開業     | [ 東京都統計 10 ] |
| 1970年（昭和45年） | 17,997 | 未開業     | [ 東京都統計 11 ] |
| 1971年（昭和46年） | 18,743 | 未開業     | [ 東京都統計 12 ] |
| 1972年（昭和47年） | 18,978 | 未開業     | [ 東京都統計 13 ] |
| 1973年（昭和48年） | 19,512 | 未開業     | [ 東京都統計 14 ] |
| 1974年（昭和49年） | 17,003 | 未開業     | [ 東京都統計 15 ] |
| 1975年（昭和50年） | 19,672 | 未開業     | [ 東京都統計 16 ] |
| 1976年（昭和51年） | 19,841 | 未開業     | [ 東京都統計 17 ] |
| 1977年（昭和52年） | 20,408 | 未開業     | [ 東京都統計 18 ] |
| 1978年（昭和53年） | 19,605 | 未開業     | [ 東京都統計 19 ] |
| 1979年（昭和54年） | 19,730 | 未開業     | [ 東京都統計 20 ] |
| 1980年（昭和55年） | 19,912 | 未開業     | [ 東京都統計 21 ] |
| 1981年（昭和56年） | 20,395 | 未開業     | [ 東京都統計 22 ] |
| 1982年（昭和57年） | 20,600 | 未開業     | [ 東京都統計 23 ] |
| 1983年（昭和58年） | 20,926 | 未開業     | [ 東京都統計 24 ] |
| 1984年（昭和59年） | 20,940 | 未開業     | [ 東京都統計 25 ] |
| 1985年（昭和60年） | 21,088 | 未開業     | [ 東京都統計 26 ] |
| 1986年（昭和61年） | 21,641 | 未開業     | [ 東京都統計 27 ] |
| 1987年（昭和62年） | 21,579 | 未開業     | [ 東京都統計 28 ] |
| 1988年（昭和63年） | 21,858 | 未開業     | [ 東京都統計 29 ] |
| 1989年（平成元年） | 21,981 | 未開業     | [ 東京都統計 30 ] |
| 1990年（平成02年） | 22,005 | 未開業     | [ 東京都統計 31 ] |
| 1991年（平成03年） | 22,189 | 未開業     | [ 東京都統計 32 ] |
| 1992年（平成04年） | 21,600 | 未開業     | [ 東京都統計 33 ] |
| 1993年（平成05年） | 20,693 | 未開業     | [ 東京都統計 34 ] |
| 1994年（平成06年） | 20,375 | 未開業     | [ 東京都統計 35 ] |
| 1995年（平成07年） | 19,896 | 未開業     | [ 東京都統計 36 ] |
| 1996年（平成08年） | 21,219 | 未開業     | [ 東京都統計 37 ] |
| 1997年（平成09年） | 25,044 | 5,845      | [ 東京都統計 38 ] |
| 1998年（平成10年） | 28,137 | 8,742      | [ 東京都統計 39 ] |
| 1999年（平成11年） | 29,372 | 9,997      | [ 東京都統計 40 ] |
| 2000年（平成12年） | 30,112 | 11,589     | [ 東京都統計 41 ] |

### 年度別1日平均乗車人員（2001年以降）
| 年度               | 営団 / 東京メトロ | 都営地下鉄 | 出典              |
| ------------------ | ----------------- | ---------- | ----------------- |
| 2001年（平成13年） | 29,715            | 13,742     | [ 東京都統計 42 ] |
| 2002年（平成14年） | 29,575            | 14,427     | [ 東京都統計 43 ] |
| 2003年（平成15年） | 29,697            | 15,246     | [ 東京都統計 44 ] |
| 2004年（平成16年） | 29,962            | 15,556     | [ 東京都統計 45 ] |
| 2005年（平成17年） | 30,353            | 16,025     | [ 東京都統計 46 ] |
| 2006年（平成18年） | 30,718            | 16,764     | [ 東京都統計 47 ] |
| 2007年（平成19年） | 31,724            | 17,743     | [ 東京都統計 48 ] |
| 2008年（平成20年） | 32,167            | 17,542     | [ 東京都統計 49 ] |
| 2009年（平成21年） | 31,893            | 16,850     | [ 東京都統計 50 ] |
| 2010年（平成22年） | 31,556            | 16,765     | [ 東京都統計 51 ] |
| 2011年（平成23年） | 31,377            | 16,423     | [ 東京都統計 52 ] |
| 2012年（平成24年） | 32,967            | 17,438     | [ 東京都統計 53 ] |
| 2013年（平成25年） | 35,134            | 18,425     | [ 東京都統計 54 ] |
| 2014年（平成26年） | 35,824            | 18,703     | [ 東京都統計 55 ] |
| 2015年（平成27年） | 36,792            | 19,227     | [ 東京都統計 56 ] |
| 2016年（平成28年） | 37,575            | 19,700     | [ 東京都統計 57 ] |
| 2017年（平成29年） | 38,342            | 20,235     | [ 東京都統計 58 ] |
| 2018年（平成30年） | 38,808            | 20,611     | [ 東京都統計 59 ] |
| 2019年（令和元年） | 39,268            | 20,876     | [ 東京都統計 60 ] |
| 2020年（令和02年） |                   | 15,374     |                   |
| 2021年（令和03年） |                   | 16,049     |                   |
| 2022年（令和04年） |                   | 17,353     |                   |
| 2023年（令和05年） |                   | 18,906     |                   |

備考
1. ↑  1961年2月8日開業。開業日から1961年3月31日までの計52日間を集計したデータ。
2. ↑  1997年12月19日開業。

## 駅周辺
- 中野区役所 東部地域事務所・東部区民活動センター
- みらいステップなかの
  - 中野区立中野東中学校
  - 中野区立中野東図書館
  - 中野区子供・若者支援センター
  - 中野区教育センター
- 中野警察署
- 東京工芸大学中野キャンパス
- 学校法人宝仙学園
  - こども教育宝仙大学
  - 宝仙学園中学校・高等学校
- 実践学園中学・高等学校
- 堀越高等学校
- 宝仙寺
- 中野中央一郵便局
- 中野本町三郵便局
- 東京信用金庫 中野坂上支店
- ハーモニースクエア
  - 中野坂上郵便局
- 中野坂上サンブライトビル
  - 三井住友銀行中野坂上支店
- 中野坂上セントラルビル
- 住友中野坂上ビル
- 青梅街道（東京都道4号東京所沢線・東京都道5号新宿青梅線）
- 山手通り（東京都道317号環状六号線）

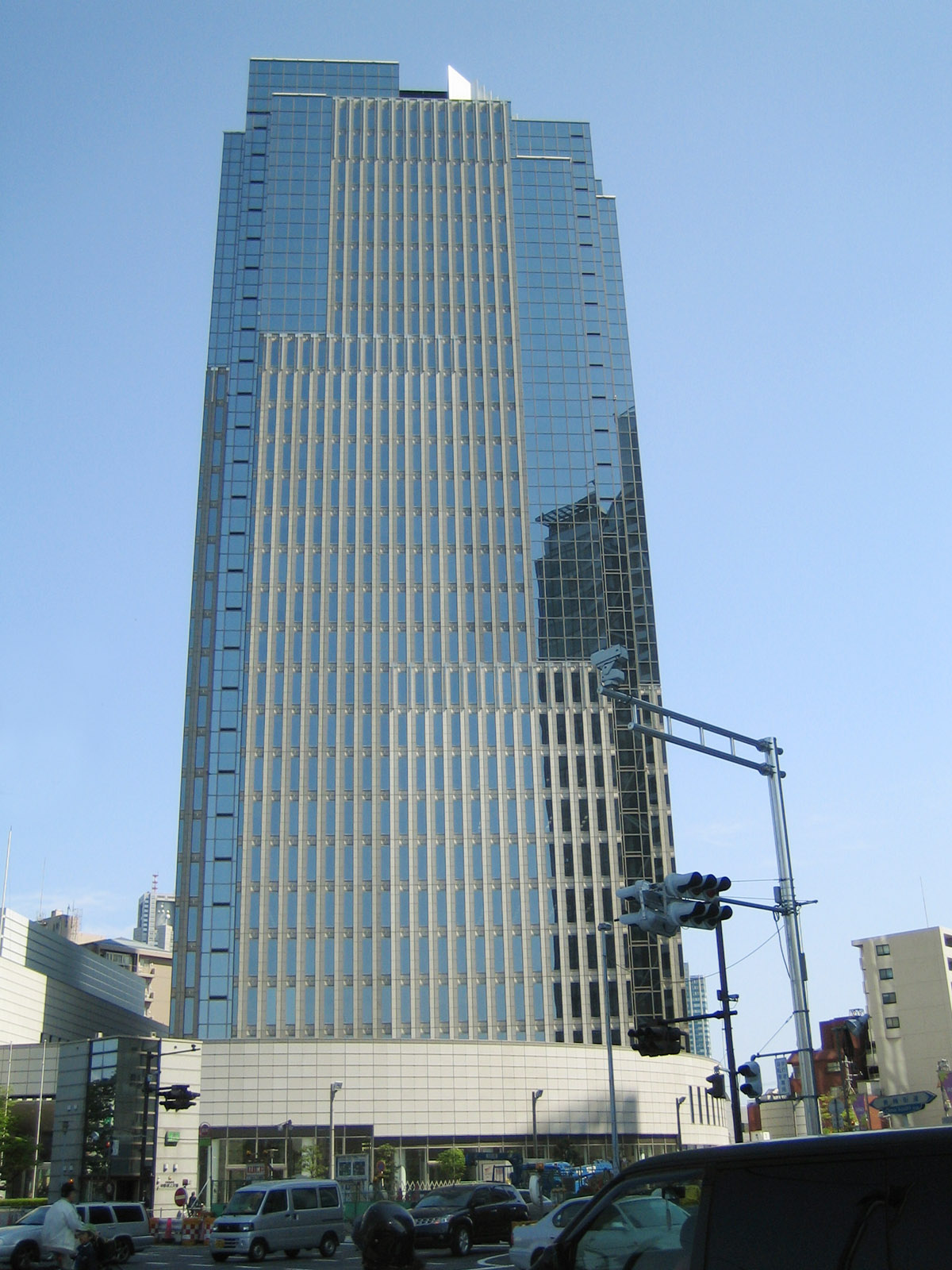
ハーモニースクエア
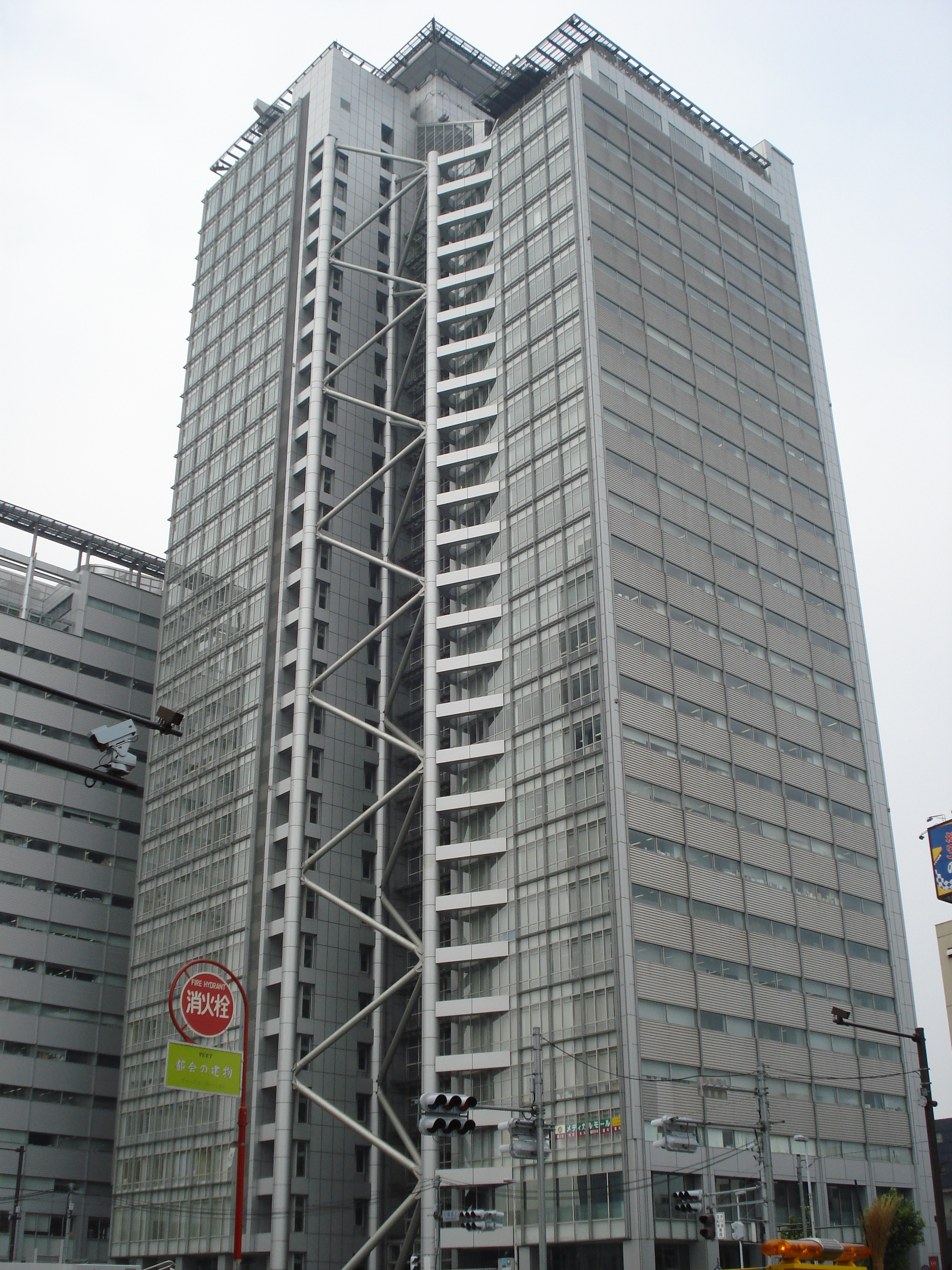
中野坂上サンブライトビル
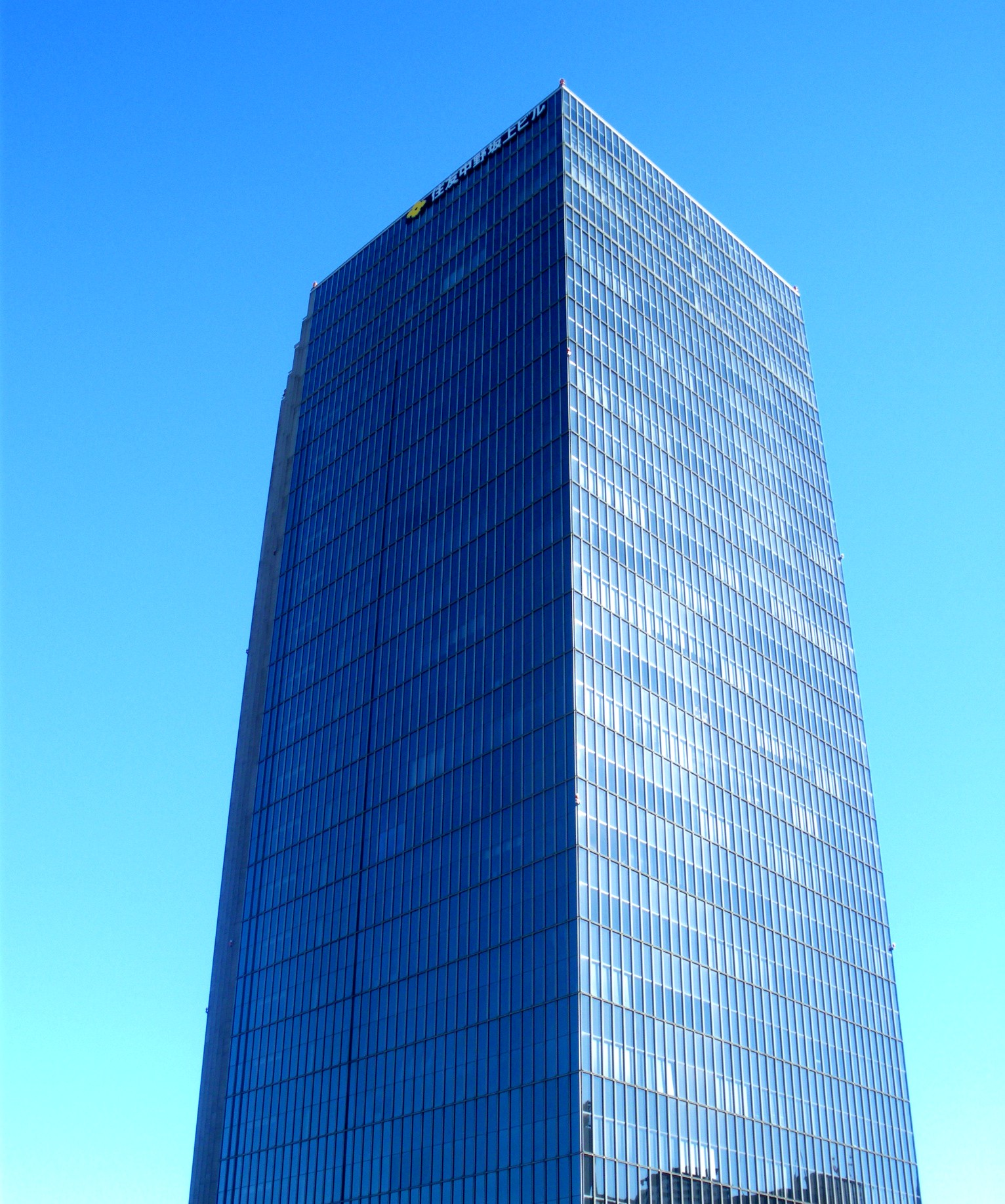
住友中野坂上ビル
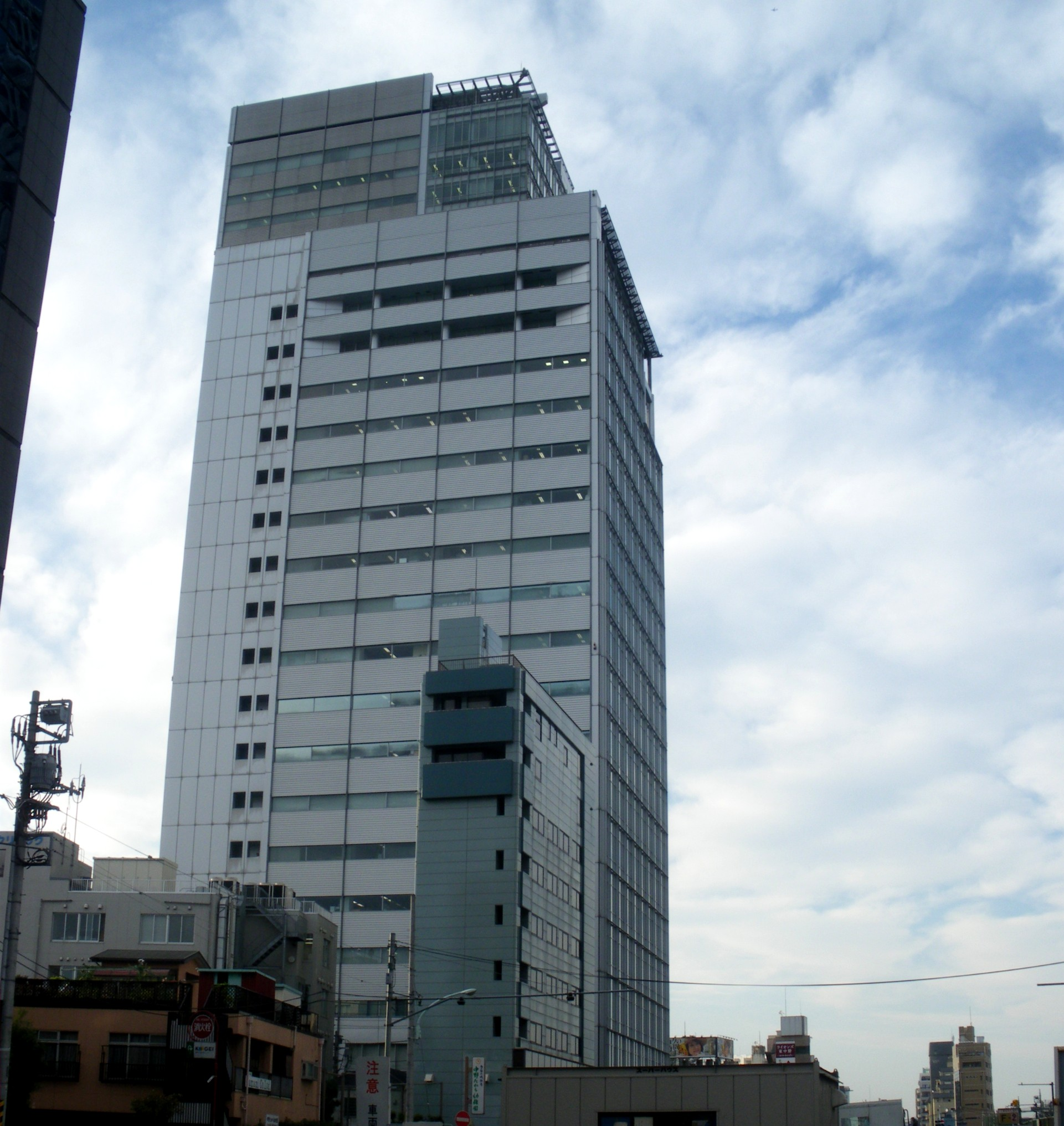
中野坂上セントラルビル

## バス路線
中野坂上駅
- 京王バス
  - 渋64：中野駅行 / 渋谷駅行
- 京王バス・アルピコ交通
  - 高速バス長野線<京王・アルピコ交通長野支社>：長野駅/善光寺大門 / ホテル国際21行 ※2015年10月16日ダイヤ改正より実施[24][注釈 7]。
- 京王バス・西武バス・東急トランセ・上田バス
  - 軽井沢駅/北軽井沢/草津温泉バスターミナル/草津温泉ホテル櫻井行き※2022年12月1日より乗り入れ開始[25][26]。
- 関東バス
  - 深夜中距離バス：吉祥寺駅北口行 / 三鷹駅北口行

中野坂上
- 都営バス
  - 王78：王子駅前行 / 新宿駅西口行
  - 宿91：新代田駅前行・堀ノ内行・杉並車庫前行 / 新宿駅西口行
- 西武バス
  - 宿20：西武百貨店前（池袋駅東口）行 / 新宿駅西口行
  - 宿20-2：新宿駅西口行
- JRバス関東
  - 上州ゆめぐり号・東京ゆめぐり号（草津温泉・伊香保温泉発バスタ新宿行/東京駅日本橋口行）の降車扱い
  - 新宿 - 佐久・小諸線（高峰高原・小諸駅発バスタ新宿行）の降車扱い
  - 新宿 - 本庄・伊勢崎線（伊勢崎発バスタ新宿行）の降車扱い

## 隣の駅
東京地下鉄（東京メトロ）
  丸ノ内線
本線
新中野駅 (M 05) - 中野坂上駅 (M 06) - 西新宿駅 (M 07)
分岐線
中野新橋駅 (Mb 05) - 中野坂上駅 (M 06)
東京都交通局（都営地下鉄）
 都営大江戸線
西新宿五丁目駅 (E 29) - 中野坂上駅 (E 30) - 東中野駅 (E 31)

## 登場作品
- テレビドラマ『1995〜地下鉄サリン事件30年 救命現場の声〜』 - 制作：フジテレビ、2025年3月21日放送
  - 地下鉄サリン事件（1995年）を題材とした同作品の舞台の1つ。